# Stanisław Franciszek Paliński

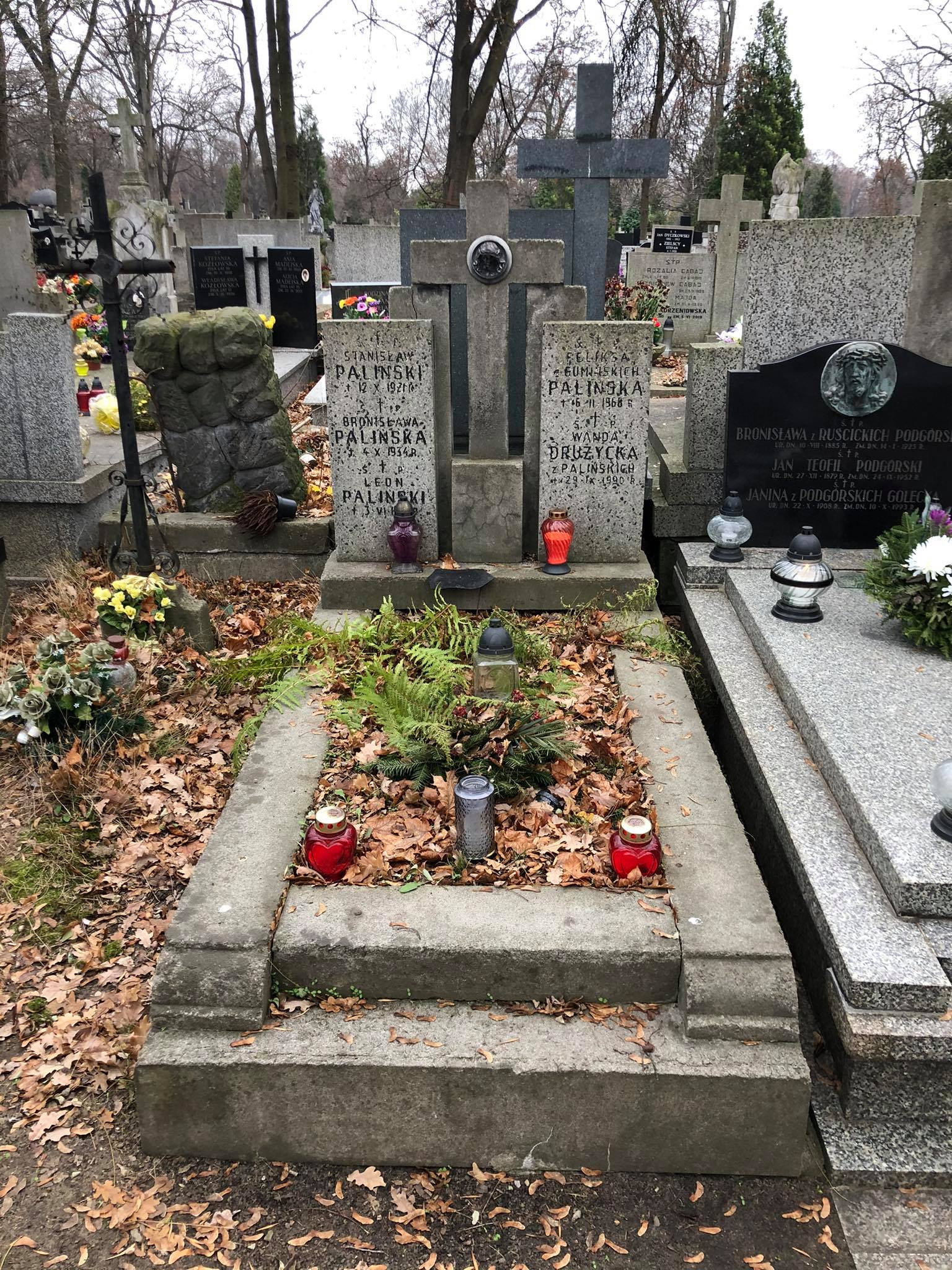
Grób Stanisława Franciszka Palińskiego na cmentarzu Bródnowskim

Stanisław Franciszek Paliński (pseudonimy: Czarny, Gaudenty, Kora, Strach, Sybirak) (ur. 8 maja 1874 w Józefowie, zm. 12 października 1921 w Warszawie) – polski inżynier elektryk, działacz socjalistyczny.

## Życiorys
Syn  Aleksandra i Bronisławy z domu Kreüsch. Początkowo pracował jako ślusarz i tokarz. Za działalność socjalistyczną został w 1893 aresztowany, w 1897 zesłany na Syberię. Powrócił przed 1905 i był współorganizatorem nielegalnej drukarni Polskiej Partii Socjalistycznej, a następnie działał w Polskiej Partii Socjalistycznej – Frakcji Rewolucyjnej. Wyjechał do Brazylii, gdzie kierował budową elektrowni. Następnie nadzorował budowę elektrowni w Samborze i pełnił funkcję dyrektora technicznego w fabryce w Usolje na Uralu. Po odzyskaniu przez Polskę niepodległości powrócił do Warszawy i od 1919 był ławnikiem w radzie miejskiej z ramienia PPS. Był odznaczony Krzyżem Niepodległości.
Pochowany na cmentarzu Bródnowskim (kw. 8C, rząd I, grób 23).